# Castel San Pietro Terme
Castel San Pietro Terme är en ort och kommun i storstadsregionen Bologna, innan 2015 i provinsen Bologna, i regionen Emilia-Romagna i Italien. Kommunen hade 20 984 invånare (2018).